# Brometo de titânio(III)
Brometo de titânio (III) é o composto químico inorgânico de fórmula TiBr3, de massa molecular 287,6 g/mol, solúvel em água e classificado com o número CAS 13135-31-4.
Conjuntamento com o cloreto de titânio (III), o brometo de titânio (III) apresenta reações com amônia, com a ocorrência de amonólise, com a produção de diversos amoniatos, onde X é o halogênio, TiX3·14NH3, TiX3·8NH3, TiX3·4NH3, TiX3·NH3 e o brometo TiBr3·5NH3.